# 甫
甫（國語：fǔ；粵語：pou2），或者铺是清代政府和民间对地方的区域划分制度之一。
例如中國廣州市荔灣區西關的地名用字。西關有十八甫，一說十九甫。由西濠金字灣西側第一津開始，向南成為二、三、四、五、六、七、八甫，轉西至下西關是九、十、十一甫，再轉東向南為十二、十三、十四、十五、十六甫，再向南轉向西為十七、十八甫，再轉北往東為十九甫。
再如上海：清朝上海县境内共有217个“图”。太平天国运动时期，清政府为防御太平天国建立了军民联保联防的商业团防制，并把上海城厢划为廿七个“铺”，头铺在县城东的姚家弄一带，城东南为十五、十九铺，西南为二十铺。城北为十二铺，西北为八铺，东北为四铺，城东宝带门（今小东门）外，为十六铺，其余辅区均在城厢内。

## 傳說
相傳清朝初年，平南王尙可喜率領清兵進攻廣州城，遭到當地民眾的截擊，傷亡慘重。攻陷廣州城後。尙可喜下令血洗廣州，殺人三日，從西門起連殺十八鋪路(一鋪路等於十裏)。當時有一個幕僚王湘泉得知內情，以商鋪的鋪代替鋪路的鋪，以減少傷害無辜。  他叫來心腹，趕制十幾塊木牌，寫著“第一鋪”、“第二鋪”，一直寫到“十八鋪”。從六脈渠的第一津起，為“第一鋪”；每過一條街，又釘上“第二鋪”；直到釘到“第九鋪”，怕引起懷疑，以六脈渠為界，分為“上九鋪”和“下九鋪”；往後一直釘到“十八鋪”。  第二天，執行殺人命令的清兵不知底細，殺到釘有“十八鋪”的木牌處便罷手。  其他百姓聽聞清兵屠城，紛紛到六脈渠裏躲避。但天降暴雨，六脈渠水陡漲，又淹死了不少百姓，為廣州歷史上的“殺人十八鋪，填屍六脈渠”的慘案。後來為了避免洩密，悄悄刮掉了木牌中“鋪”字的金字旁，西關就出現了一連串帶“甫”字的地名。 

## “甫”字來源
1. “埗”的諧音，即水邊地，埗頭[2]
2. 明朝時商人的街圩組織稱呼[3]
3. 平坦而未耕種的土地
4. 古時南越方言布、埔、圃、浦、步和埗的譯音，指村莊。如黃埔、東圃等[4]
5. “鋪”即“甫”[5]。關於“甫”字，原指埗頭，也寫作“浦”( 或“步”)。明代时廣州十八甫商業繁榮，人们把“浦”改作“鋪”。到了清代，人們出於簡化，把“鋪”寫成“甫”。

## 广州各甫
- 第一津：由西濠轉入金字灣處起至萬善里百市坊（今屬越秀區）[6]
- 第二甫：百市坊至桃源坊
- 第三甫：桃源坊至石岡街（今中山七路西門口段）
- 第四甫：石岡街至麻紗巷
- 第五甫：麻紗巷至青紫坊（今龍津路）
- 第六甫：青紫坊至福安里（今福隆里）
- 第七甫、第八甫：福安里往南
- 第七甫福安里到荣業里
- 第八甫：荣業里到安良里
- 以上各甫南北走向，今為光復北路、光復中路。
- 第九甫：第八甫向西至文昌路口，即由西濠向西至文昌巷口（今文昌路）。第九甫以吉星里（今德星路、長壽路）分出上九甫和下九甫。
- 第十甫：文昌巷至十六甫新街（今十六甫大街）
- 十一甫：十六甫新街至下西關涌
- 以上各甫東西走向，現為上九路、下九路、恩寧路。
- 十二甫：下西關涌南折往東至聯桂坊。晚清時期南海縣平地村黃氏家族人來到廣州城經商 ，先後在城西（西關）十二甫一帶買地 、置房 、置鋪 。鼎盛時幾乎整條十二甫街物業俱為黃姓所有，被世稱之為「十二甫黃」。
- 十三甫：聯桂坊北折東轉再北折至十八甫北路口（古德興橋）
- 十四甫：十八甫北路口至西濠邊為東西向
- 沿大觀河南岸的十四甫明末開河後是繁榮地區，為明末廣州出現柳波湧的航道，貨船銜尾而進出。十四甫碼頭當時為繁榮地帶，有青雲橋溝通第八甫。萬曆年間逐漸淤塞，仍留十四甫碼頭，作為貨船運終點，在西濠十四甫水腳地名至今仍存，而甫名漸沒。
- 十五甫：沿西濠南下，即濠邊至裝帽街，南北走
- 十六甫：裝帽街至鬼驛市（今揚巷路口）
- 十五甫、十六甫原址在今光復南路、槳欄路一帶，清道光壬午（1822年），兩甫被火燒毀，兩甫商民集資改在上西關涌（今寶華路南段）重建。並改名為十五甫正街、十六甫新街等，以示不同於昔日的甫址。昔日十五甫、十六甫是在十四甫濠邊向南轉街道上，根據同治《南海縣志》附圖，即由濠邊十四甫轉南為十五甫、十六甫，連十七甫。今天十五甫的故址為裝帽街北地，在《南海縣志》地圖上這是條直街，而現在曲曲折折已不像當時的街道。當日的十六甫也並非全部燒毀，其中的漿欄街如今仍還屬於十六甫。
- 十七甫：鬼驛市至富善東街
- 十八甫：富善東街至大觀河邊
- 十九甫：第九甫至大觀河邊[7]

### 現存有“甫”字之街道名
- 第一津街
- 第十甫路
- 十八甫北路
- 十八甫路
- 十八甫南路
- 十八甫西路
- 十一甫新街
- 十二甫西街
- 十三甫
- 十五甫正街
- 十五甫一巷
- 十五甫三巷
- 十六甫大街
- 十六甫北街
- 十七甫北街
- 十九甫
- 三甫水腳
- 六甫水腳
- 七甫水腳
- 八甫水腳
- 十四甫水腳

## 腳注
1. ↑  該說法最早見於中山大學1929年7月3日出版的《民俗》（第67期）中《十八甫的來歷》一文（作者：李建青），雖然有清兵血腥屠殺羊城百姓的史實為背景，但巧設路牌等情節缺乏史料證據，清王朝平定平南王叛亂後，揭露平南王驕橫殘暴的官私著述甚多，但都未見他下令殺人十八鋪路的有關史料以及王湘泉智騙清兵的掌故。
2. ↑  第二甫至第八甫在宋代所浚的城西護城濠的西岸。北宋元祐二年（1087年），吳處厚寫的《青箱雜記》說：“嶺南謂水津為步，言步之所及、故有罾步，即漁者施罾處，有船步，即人渡船處。”近人羅香林的《古代越族方言考》則指出：“稱水津為浦，或轉稱為步，乃吳越與楚通用方言，字或作埔、或涉。”廣州各序的“甫”字號地名，是從第二甫開始，而沒有第一甫、只有第一津。以至廣州方言中有這樣一句歇後語：“第一津——沒有譜（甫）”津即渡口，渡口必有涉頭，可見，在第一津、第二甫、第三甫……這一地名系統中，作為通名的“津”與“甫”是同等意義的。
3. ↑  見明代時，廣州和佛山的商人為了防盜賊，成立了民間自衛組織“鋪”。“十八甫”就是源于西關的商人所成立的十八個商業自衛組織。此說見曾昭璿和黃少敏兩合著的《珠江水系下游河道歷史時代的變遷》一文（刊於《華南師範大學地理叢書之十二》）
4. ↑  張壽祺認為“上九甫”乃指“前邊九座村莊”，“下九甫”指“後邊九座村莊”。合起來為十八座村莊，故“總稱為十八甫”。出自《廣州十八甫原是十八座村莊》和《關於廣州古南越音地名的一些問題》（分別刊于《廣州研究》1985年第4期、1986年第11期）
5. ↑  明代史料中，廣州諸“甫”均寫作“鋪”，後來，人們出於簡化的需要把“鋪”寫成“甫”。見王一洲先生《廣州“十八甫”的原意是什麼？——對<廣州十八甫是十八村莊>一文的商榷》（刊于《廣州研究》1986年第3期）
6. ↑  因第一甫古時能通往蘭湖（今流花湖一帶），故稱津不稱甫（津，渡口也）。西關有歇後語曰“第一津——冇譜（甫）。”
7. ↑  十九甫有爭議。廣州人一般只說“西關十八甫”而非“西關十九甫”。十九甫乃一橫甫，疑是後人追加之稱呼。